# Carpoglyphus lactis
Carpoglyphus lactis är en spindeldjursart som först beskrevs av Carl von Linné 1767.  Carpoglyphus lactis ingår i släktet Carpoglyphus och familjen Carpoglyphidae. Inga underarter finns listade.